# Ришард Коморницький
Ришард Коморницький (пол. Ryszard Komornicki; нар. 14 серпня 1959, Сцинава, Польща) — польський футболіст та тренер, виступав на позиції опорного півзахисника. Був гравцем збірної Польщі. Учасник чемпіонату світу 1986 року. Колишній спортивний директор «Відзева» (Лодзь). З початку жовтня 2016 року працює в «Русі» (Хожув), де відповідає за підготовку молодих футболістів різних вікових категорій.

## Кар'єра гравця
Народився в місті Сцинава, Нижня Сілезія. Футбольну кар'єру розпочав у «Кристалі» (Строне-Шльонські), потім перейшов до ГКС (Тихи), де провів два сезони. Проте найкращі свої роки провів у «Гурнику» (Забже) (1983—1989), з яким виграв 4 титули чемпіона Польщі та Суперкубок. У польському чемпіонаті зіграв 183 матчі та відзначився 35-а голами.
У сезоні 1989/90 років став гравцем швейцарського «Арау», з яким у сезоні 1992/93 років здобув титул переможця чемпіонату Швейцарії. Також виступав у нижчолігових швейцарських клубах «Волен» (1998/99) та «Кікерс Люцерн» (2000/01).
Протягом футбольної кар'єри зіграв 11 матчів у Кубку європейських чемпіонів. У жовтні 1998 року відзначився дублем у воротах люксембурзького клубу «Женесс» (Еш).
Виступав на позиції опорного півзахисника.

## Кар'єра в збірній
Вперше у футболці національної збірної Польщі вийшов на поле 31 жовтня 1984 року в Мелеці, у нічийному (2:2) поєдинку проти Албанії. Востаннє одягнув футболку національної збірної 19 жовтня 1988 року в Хожуві також у поєдинку проти збірної Аланії (1:0). Загалом же в польській збірній провів 20 поєдинків, був учасником чемпіонату світу 1986 року. На тому турнірі зіграв у трьох матчах: проти Марокко, Португалії та Англії.

## Кар'єра тренера
Ришард Коморницький має також досвід тренерської роботи: він працював у тренерських штабах «Арау», «Люцерна», «Золотурна» та резервної команди «Цюриха». З січня до квітня 2006 року тренував 14-кратного чемпіонат Польщі «Гурник» (Забже). По завершенні роботи в «Гурнику» повернувся до Швейцарії, де спочатку тренував молодіжну команду «Цюриха», а в сезоні 2006/07 років очолив першу команду «Арау», з якої через три сезони був звільнений. Причиною звільнення стала «недовіра до Аурау». З початку сезону 2009/10 років знову очолив «Гурник» (Забже), гравцем якого був протягом тривалого періоду часу, однак 15 грудня 2009 року був звільнений з посади головного тренера першої команди. У 2010 році тренував швейцарський клуб «Віль». З 2011 по 2012 рік працював у єгипетському клубі «Ель-Гуна». У 2012 році тренував швейцарський «Волен», який врятував від вильоту з вищого дивізіону швейцарського чемпіонату, а з 2012 по 2013 рік очолював «Люцерн», замінивши Мурата Якіна. У 2013 році Коморницький був тренером «К'яссо», замінивши Ернестіно Рамелла. Тренував команду до 27 листопада, допоки його не звільнили за незадовільні результати в швейцарському чемпіонаті (під його керівництвом команда набрала 7 очок у 9-и поєдинках). У сезоні 2014/15 років тренував клуб четвертої ліги швейцарського чемпіонату «Юнайтед Люцерн». Має тренерську ліцензію УЄФА Pro.

## Футбольний функціонер
9 червня 2016 року було оголошено, що Ришард Коморницький стане спортивним директором клубу третьої ліги чемпіонату Польщі «Відзев» (Лодзь), який відроджується після банкрутства.

## Статистика

### У збірній
| №   | Дата              | Місце      | Суперник          | Результат | Змагання      | Грав   | Примітки |
| --- | ----------------- | ---------- | ----------------- | --------- | ------------- | ------ | -------- |
| 1.  | 31 жовтня 1984    | Мелець     | Албанія           | 2-2       | квал. ЧС 1986 | з 70'  |          |
| 2.  | 8 грудня 1984     | Пескара    | Італія            | 0-2       | товариський   | 90'    |          |
| 3.  | 5 лютого 1985     | Керетаро   | Мексика           | 0-5       | товариський   | 90'    |          |
| 4.  | 6 лютого 1985     | Керетаро   | Болгарія          | 2-2       | товариський   | 90     |          |
| 5.  | 10 лютого 1985    | Богота     | Колумбія          | 2-1       | товариський   | до 68' |          |
| 6.  | 14 лютого 1985    | Калі       | Колумбія          | 0-1       | товариський   | 90'    |          |
| 7.  | 27 березня 1985   | Сібіу      | Румунія           | 0-0       | товариський   | 90'    |          |
| 8.  | 1 травня 1985     | Брюссель   | Бельгія           | 0-2       | квал. ЧС 1986 | з 46'  |          |
| 9.  | 21 серпня 1985    | Мальме     | Швеція            | 0-1       | товариський   | 90'    |          |
| 10. | 11 вересня 1985   | Хожув      | Бельгія           | 0-0       | квал. ЧС 1986 | 90'    |          |
| 11. | 16 листопада 1985 | Хожув      | Італія            | 1-0       | товариський   | 90'    |          |
| 12. | 8 грудня 1985     | Туніс      | Туніс             | 0-1       | товариський   | до 45' |          |
| 13. | 11 грудня 1985    | Адана      | Туреччина         | 1-1       | товариський   | 90'    |          |
| 14. | 16 травня 1986    | Копенгаген | Данія             | 0-1       | товариський   | до 45' |          |
| 15. | 2 червня 1986     | Монтеррей  | Марокко           | 0-0       | ЧС 1986       | 90'    |          |
| 16. | 7 червня 1986     | Монтеррей  | Португалія        | 1-0       | ЧС 1986       | до 56' |          |
| 17. | 11 червня 1986    | Монтеррей  | Англія            | 0-3       | ЧС 1986       | до 23' |          |
| 18. | 23 березня 1988   | Белфаст    | Північна Ірландія | 1-1       | товариський   | до 84' |          |
| 19. | 22 травня 1988    | Дублін     | Ірландія          | 1-3       | товариський   | до 45' |          |
| 20. | 19 жовтня 1988    | Хожув      | Албанія           | 1-0       | квал. ЧС 1990 | до 72' |          |

## Досягнення

### Як гравця
«Гурник» (Забже)
- Перша ліга Польщі
  -  Чемпіон (6): 1984/85, 1985/86, 1986/87, 1987/88

- Суперкубок Польщі
  -  Володар (1): 1988

«Арау»
- Суперліга Швейцарії
  -  Чемпіон (1): 1992/93